# Мужчине живётся трудно. Фильм 5: О тоске по родине
«Мужчине живётся трудно. Фильм 5: О тоске по родине» (яп. 男はつらいよ　望郷篇, отоко-ва цурой ё. бокёхэн; другое название — «Побег Тора-сана»; англ. Tora-san's Runaway (Tora-san 5) — японская комедия режиссёра Ёдзи Ямады, вышедшая на экраны в 1970 году.

## Сюжет
Тора-сану приснилось, что его дядя Тацудзо умирает. В панике он звонит родным в Кацусику, что в Сибамата, одном из районов Токио, где живут простые бедные люди. На его телефонный звонок отвечает тётя Цунэ, которая говорит Тора-сану о том, что его дядя был очень болен. Тора едет навестить родных и находит своего дядю вполне здоровым. Но здесь ему пришлось узнать, что родственник его друга Нобору при смерти. Тора-сан вместе с Нобору навещают умирающего в Саппоро, который говорит им, что перед смертью желал бы увидеть своего сына. Тора и Нобору находят молодого человека, но не могут убедить его навестить умирающего отца. Далее Тора-сан устраивается на работу в молочный магазин и влюбляется в Сэцуко, дочь владельца этого торгового заведения. Узнав, что у неё уже есть возлюбленный по имени Кимура, Тора-сан был безутешен.

## В ролях
- Киёси Ацуми — Торадзиро Курума (или Тора-сан)
- Тиэко Байсё — Сакура, его сестра
- Аико Нагаяма — Сэцуко Миура
- Гин Маэда — Хироси Сува, муж Сакуры
- Син Морикава — Тацудзо, дядя Тора-сана
- Тиэко Мисаки — Цунэ, тётя Тора-сана
- Хисао Дадзай — Умэтаро, босс Хироси
- Тисю Рю — священник
- Тайсаку Акино — Нобору Кавамата
- Хисаси Игава — Цуёси Кимура
- Сэйдзи Мацуяма — Сумио Исида
- Гадзиро Сато — Гэн
- Токуко Сугияма — Томико Хаха

## Премьеры
- — национальная премьера фильма состоялась 25 августа 1970 года в Токио[1].
- — премьера в США 28 мая 1971 года[1].
- — фильм впервые был показан во Франции 17 мая 1995 года[1].
- — впервые показан российскому зрителю 9 ноября 2019 года под названием «Мужчине живётся трудно: тоска по родине» в рамках ретроспективы фильмов режиссёра Ёдзи Ямады в Москве (в конференц-зале Государственной Третьяковской галереи)[2].

## Награды и номинации
Премия журнала «Кинэма Дзюмпо» (1971)
- Премия лучшей актрисе 1970 года — Тиэко Байсё.
- Премия за лучший сценарий 1970 года — Ёдзи Ямада, Акира Миядзаки (Ex aequo — «Семья»).
- Номинация на премию за лучший фильм 1970 года, однако по результатам голосования занял лишь 8-е место.

Кинопремия «Майнити» (1971)
- Премия лучшей актрисе 1970 года — Тиэко Байсё.
- Премия за лучший сценарий 1970 года — Ёдзи Ямада, Акира Миядзаки (Ex aequo — «Семья»).

## Комментарии
1. ↑  Русское название «Побег Тора-сана», встречающееся на некоторых русскоязычных сайтах в сети появилось от английского названия фильма в международном прокате — Tora-san’s Runaway, однако в советском киноведении было принято упоминать о фильме в его переводе с японского оригинала